# Professional Association of Diving Instructors
A Professional Association of Diving Instructor (PADI) é uma organização de treinamento de mergulho, responsável por sistematizar um sistema de ensino utilizada para a certificação de mergulho autônomo por todo o mundo.

## O sistema PADI de ensino.

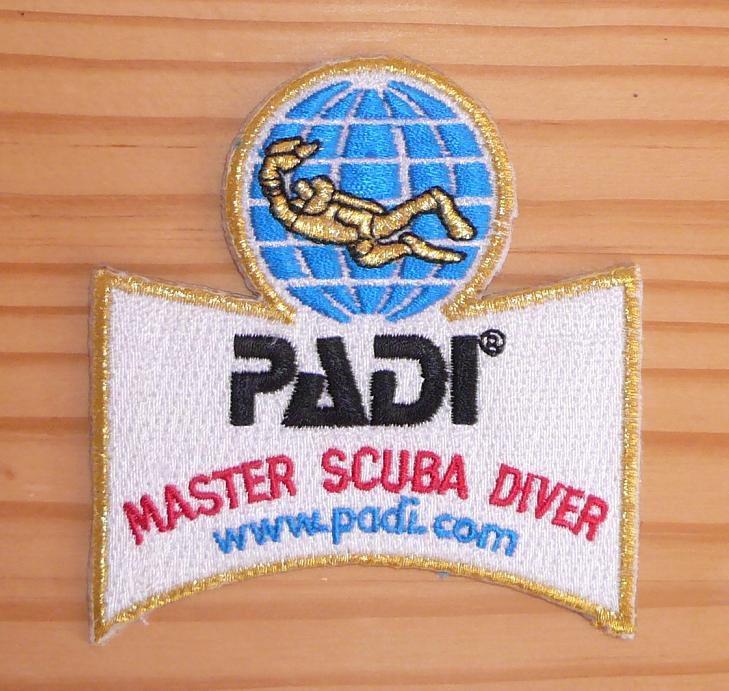
PADI: insígnia de Master Scuba Diver.

O sistema de treinamento de PADI

O sistema PADI de ensino está baseado nos quatro Es a saber
- Educação: Treinamentos voltado para o mergulhador;
- Equipamento
- Experiência:
- Ambiente (Em Inglês Enviroment)

O sistema de ensino da PADI está dividido em certificações de mergulho e certificações de especialidades, os cursos de mergulho são cursos que mantém conhecimentos mais genéricos de mergulho, enquanto os cursos de especialidades são cursos que desenvolvem conhecimentos e habilidades para um ambiente ou um saber específico de mergulho.

#### A organização das certificações de mergulho
Toda certificação emitida pela PADI deve ser validada previamente por um instrutor PADI, que é o responsável por garantir que os padrões de treinamento do mergulhador serão seguidas, para todos os níveis até o nível de PADI Master Scuba Diver. As certificações profissionais, a partir de PADI Divemaster, a saber, são emitidas pela PADI depois do instrutor verificar todos os itens exigidos e enviar um formulário de aplicação ao escritório responsável, ou após o exame independente conduzido por examinadores da própria PADI, em caso do nível de PADI Open Water Scuba Instructor.

##### As Certificações generalistas de mergulho recreacional.[4]
- PADI Scuba Diver;
- PADI Open Water Diver;
- PADI Adventure Diver;
- PADI Rescue Diver;
- PADI Master Scuba Diver;

#### As especialidades de mergulho
Cada especialidade tem um requisito de treinamento prévio, partindo desde nenhum, para especialidades que envolvem conhecimentos relacionados a mergulho, mas não exigem que o interessado mergulhe para dar uso prático ao conhecimento adquirido, conforme abaixo:

#### Cursos que podem ser feitos por não mergulhadores
- Project Aware Specialist;
- Project Aware Coral Reef Conservation;
- PADI Emergency Oxigen Provider;